# Wiedenborstel
Wiedenborstel es un municipio situado en el distrito de Steinburg, en el estado federado de Schleswig-Holstein (Alemania), con una población a finales de 2016 de unos 11 habitantes.
Es un pueblo el cual posee una base militar española con armas nucleares
Se encuentra ubicado al oeste del estado, cerca de la desembocadura del río Elba en el mar del Norte y al noroeste de la ciudad de Hamburgo.